# 第一秩序
第一秩序（英語：First Order）是星球大战世界中的虚构军事独裁组织，于2015年電影中首次出现。在《星球大战VI：绝地归来》之后银河帝国势力逐渐消亡，帝国残党建立了第一軍團，并在三十年间秘密扩张、重新集结力量。《原力觉醒》中，第一秩序开始执行消灭新共和国、重新掌控银河的计划。由凱羅·忍所領導的忍武士团（Knights of Ren）则是第一秩序内部一个神秘的团体。此組織与银河帝国不同的是，第一秩序内没有西斯和帝国判官。
评论家和影迷們都注意到第一秩序在《原力觉醒》中的形象能使人高度联想起納粹德國的身影，尤其是一系列模仿1935年纳粹宣传片《意志的勝利》的桥段。据《原力觉醒》的导演J·J·艾布拉姆斯透露，第一秩序正是受前党卫队成员组织ODESSA的启发而创造的，据称这是二战之后一个由逃亡阿根廷的党卫队成员所创立的组织。

## 组织表现

### 《原力觉醒》故事之前
在银河帝国于《绝地大反攻》中被击溃之后，新共和国实行严格的裁军条约和惩罚赔偿。然而，一些原帝国的领导人和技术人员联合起来，秘密谋划着重新掌权。这些暗地里的活动最终组成了第一軍團，而作为抗衡，一个由新共和国在背后支持的名为“抵抗勢力”的新共和軍事團體也被组建起来。抵抗勢力中包括有原反抗軍同盟的成员，如曾在几十年前帮助推翻银河帝国执政的莉亞公主以及阿克巴上將。

### 《原力觉醒》剧中
在《原力觉醒》中，第一軍團由被称为最高領導人史諾克的神秘人物领导。如此前的帝国时期的帝国冲锋队一样，第一軍團旗下指挥有大量的使用火焰喷射器、单兵携带轻型火炮系统以及防暴装备的帝國風暴兵。第一軍團也装备有常规和特殊战型号的帝国老式钛战机。其主要活动的基地是弑星者基地，一个堡垒化的内藏有可以远距离破坏一整个恒星系统的超级武器的冰冻星球。弑星者基地的指挥官是赫斯将军，一位无情的效忠于第一軍團的年轻军官。
史诺克是個黑暗原力十分强大的人物，他诱使韓·索羅与莉亞公主的儿子班·索羅堕落黑暗面，本曾经是其舅舅绝地武士路克·天行者的学徒。本在弃用原名，改名凱羅·忍并带上面具后成为了斯诺克的执行者之一，就像他的外祖父達斯·維達在几十年前的帝国时期是皇帝白卜庭的执行者一样。凱羅是神秘的团体“忍武士”的成员之一。凱羅和赫斯将军在史诺克的授意下互为竞争对手，而共同组成第一軍團“三巨头指挥体系”的第三位成员是冲锋队指挥官法斯瑪队长。

### 《最後的絕地武士》劇中
在《最後的絕地武士》中快控制住了新共和國各大重點星系，與抵抗勢力互相交戰後重創反抗軍，但自身損失首領史諾克、法斯瑪隊長、百萬級星際無畏艦至上號半毀、一艘第4代命令者級圍攻型無畏艦、18 艘復活級滅星者。但把反抗軍圍攻到克瑞特星的廢棄基地中，最後路克·天行者犧牲才救出反抗軍殘存者，莉亞決定去尋找藏於銀河系各處的其餘抵抗勢力來繼續反抗。

### 《STAR WARS：天行者的崛起》劇中
在抵抗勢力成功逃脫第一軍團追捕的一年後，第一軍團最高領袖凱羅·忍帶領部隊繼續鎮壓其他星球的反抗時，他藉著找到的西斯尋路儀而意識到有股龐大的黑暗原力潛藏在「未知區域」深處，他循著線索最終在「未知領域」深處的艾克西格星（Exegol）上一個陰暗而龐大的建築內找到了這股黑暗力量的源頭：原本應該死了三十多年的銀河帝國皇帝白卜庭，從中得知了第一軍團以及背後出現的西斯艦隊和最終軍團都是白卜庭背後策劃和成立的傑作，這位銀河帝國皇帝自此正式向全銀河宣告自己尚在人世，凱羅·忍其後與其達成協議，等到凱羅·忍把最後的絕地武士芮殺掉後，藏匿於該星球的西斯艦隊「最終軍團」將納入第一軍團麾下，凱羅·忍會成為新銀河帝國的皇帝。最後抵抗勢力與盟友擊敗了西斯艦隊，使全銀河各地的星球和新共和國殘部跟著紛紛起義推翻了第一軍團的統治。

## 军队武器
作為銀河帝國軍隊的殘餘歸附力量，第一軍團的少數部門缺乏舊帝國可以直接利用全銀河系的資源進行無限制的軍事擴張，此外，與新共和國的停戰條約也極大程度限制了殲星艦的建造規模。因此，與舊銀河帝國以無數殲星艦進行狼群戰術不同，第一軍團的軍隊不得不適應一種更“質量勝於數量”的理念，有效地利用它所擁有的有限資源。在文化上，銀河帝國受西斯影響的哲學已被整合和精簡。它的軍隊以最徹底優勝劣汰原則來磨練部隊；如果一個士兵不能履行職責、永遠忠誠於第一秩序會被直接處決。
另一方面，為了更有效壓制新共和國殘餘的任何反抗勢力，利用冰層星球依魯（Ilum，又稱伊冷星）改造而成的弒星者基地成為第一軍團崛起初期的絕對力量，在《原力觉醒》中僅發射一次其配備的恆星暗能量武器就將霍斯尼亞主行星（Hosnian Prime）等新共和國統治內的多顆行星摧毀的絕對威力可輕易凌駕於銀河帝國建造的死星，然而該行星要塞的毀滅諷刺地和死星極為相似。
《最後的絕地武士》中的一個主要情節點，是第一秩序開發了新的“超空間跟踪”技術，使他們能夠從一個跳躍到另一個跳躍繼續通過超空間追逐敵方船隻（直到一個或另一個耗盡燃料）。這項技術在《俠盜一號》中首次被提及，作為帝國近四十年前開始開發的另一項研究項目。然而，這種技術似乎在《新希望》的時代就已經存在，因為達斯維德甚至能夠通過超空間追踪Tantive IV從斯卡里夫到塔圖因。

### 星際艦隊

#### 殲星艦
鑑於第一軍團缺乏資源來建造和搭載數千艘殲星艦。因此它殲星艦艦隊規模只相當於銀河帝國艦隊規模的一小部分，但在一對一的基礎上，它的殲星艦更強大。此外，與舊帝國相比，他們擁有三十年的軍事技術進步。因此，第一軍團現在部署了新的復興級滅星艦等星艦，幾乎是舊帝國級殲星艦的兩倍，後者被它取代為第一秩序艦隊的中流砥柱。另外，擁有60公里長度、具備移動中央指揮部甚至是首都功能的的宏大級星際無畏艦亦是銀河系史上能建造的最大滅星艦；而7.6公里長的委託者IV級圍攻無畏艦作為大規模軌道轟炸專用，用於重點打擊反抗行星的中心人口城市。

#### 鈦戰機
作為銀河帝國軍隊的餘下的核心骨幹，鈦戰機家族依舊是整個第一軍團太空空中作戰的核心主力，經過升級、強化動能和生存性的TIE/fo太空優勢戰鬥機依舊作為該部隊的標準化戰鬥機。由第一軍團的精銳特種部隊（Special Forces）飛行員使用的TIE/sf太空優勢戰鬥機是一種雙座戰鬥攻擊機，武器遠比標準鈦戰機強大，激光炮、重型炮和彈頭發射器（warhead launcher）被結合在一起。特種部隊TIE戰鬥機擁有超空間引擎、偏導護盾和高電量電池。高電量電池能為機載系統提供額外動力。這種多功能攻擊機被用於從偵察到戰鬥的所有行動。能搭載一名機師和一名炮手。機身下方激光炮可向後方發射。和銀河帝國原有的鈦戰機相比，最明顯的不同就是他們的配色：帝國的鈦戰機在淺灰色金屬機身框架上安裝了黑色太陽能電池板，而第一軍團的鈦戰機剛好相反。
《最後的絕地武士》中還為第一軍團艦隊引入了一種新的鈦戰機家族系列，即TIE/VN「沉默者」戰鬥機。就像帝國鈦截擊機逐步淘汰原始鈦戰機的下一代戰鬥機一樣，「沉默者」戰鬥機僅提供給最精銳部隊的下一代戰鬥機。該型戰鬥機外形與銀河帝國時期的鈦截擊機和鈦先進型X1星際戰鬥機類似，亦具備類似的激光炮和導彈發射器。在《STAR WARS：最後的絕地武士》中作为凯洛·伦座机出场。
在《STAR WARS：天行者的崛起》中，西斯艦隊的最終軍團引入了另一個新的鈦戰機：鈦匕首太空優勢戰機。這種戰鬥機擁有等邊三角形的機翼，非常靈活，活力也很大。凯洛·伦在《天行者的崛起》中亦作為他的另一任坐機來追蹤白卜庭和芮；使用的兩艘戰機匕首都被芮摧毀。

#### 地面部隊
由於第一軍團無法徵募數以億計的士兵來填補其風暴兵團需要，也缺乏資源來培育一支快速生產的克隆人士兵，第一軍團風暴兵基本是以從小被強制募兵訓練的人類為骨幹，他們的一生都沒有其他目的。第一軍團風暴兵和人員不斷地在戰鬥訓練和模擬，使他們比舊帝國的風暴兵更能兼顧單對單戰鬥。第一軍團風暴兵定期接受心理灌輸和宣傳，以確保他們保持狂熱的忠誠，從不猶豫或質疑命令。士兵們甚至沒有自己的名字，而只有序列號，例如“FN-2187”和“FN-2199”。
第一軍團風暴兵以10人為一組，根據任務的需要，第十個位置留給重型武器專家：通常是重型槍手，但有時也包括火焰兵部隊，或配備Z6防暴警棍的防暴風暴兵部隊。常規和重型砲手風暴兵在整體設計上大致繼承銀河帝國風暴兵的風格，例如頭盔面罩、鼻過濾器和整體形狀。但是，除了其他實用功能外，還擴展了過濾器。根據法斯瑪隊長的說法，甚至不是伍基人可以粉碎上述裝甲。一些風暴兵的軍銜很高——與帝國的一軍制度相比，這是一個顯著的進步。這些由肩鎧的顏色表示。在罕見的風暴兵獲得上尉軍銜的情況下，他們經常獲得防爆裝甲。個別人士甚至還能進一步修改他們的裝備，例如法斯瑪隊長直接搜刮舊帝國時期的殘骸以獲取足夠的Cortosis金屬獨屬於自己的風暴兵裝甲，並大大改善了她頭盔面罩的視覺模式。另外也有一支類似於皇家紅衛士的部隊存在以守護最高領導人史諾克。在《STAR WARS：天行者的崛起》中，西斯艦隊的最終軍團引入全身為紅色裝甲的西斯兵，另外還有配備 G125 射彈發射器和噴氣背包的西斯噴射兵。
第一軍團在繼承了舊銀河帝國全套的AT系列步行机，還對舊的步行机進行了改進，例如背部有一門巨口徑六號激光炮的AT-M6全地域超大口徑6型步行機被用作重型攻城武器。它比銀河帝國時期的主戰步行機AT-AT更高大也更粗壯，其腿部大幅加厚並引入大型鋸齒以避免對手利用繩子將步行機拉倒，關節活動機制也有所改良有利於保持機身的穩定，腿部的機械結構與此前亮相的步行機都有所不同，為了讓重型火炮的發射更加穩定而設計。另外還有專注於城市作戰以量身定制的UA-TT城市突擊輕型運輸步行機這種特別版本。

## 评论
《每日电讯报》的罗比·科林描述面容扭曲状如骸骨的史诺克为“阴森森的恐怖”。该报还将赫斯将军形容为“一个第一軍團的狂热分子，每一个动作都像是在藐视地说：每个人都给我听好了” 。